# Корбени (Олт)
Корбени (рум. Corbeni) насеље је у Румунији у округу Олт у општини Балш. Oпштина се налази на надморској висини од 130 m.

## Становништво
Према подацима из 2002. године у насељу је живело 722 становника, од којих су сви румунске националности.